# 中華民國—巴拿馬關係
中華民國與巴拿馬共和國於1912—2017年有官方外交關係，其歷史可追溯至清朝宣統元年十二月初六日（1910年1月16日），在中華民國建立以及遷至台灣後，始終維持外交關係，直到2017年6月，巴拿馬與中華人民共和國建交，聲明中表示依「一個中國」政策終止與「臺灣」之間的官方關係。
斷交後，目前沒有在對方首都互設具大使館功能的代表機構。對巴拿馬的相關事務由駐哥倫比亞臺北商務辦事處、中華民國駐瓜地馬拉共和國大使館共同管轄。

## 政治

### 邦交時期
中華民國與巴拿馬的外交關係可追溯於清朝宣統元年，1910年1月16日，在首都巴拿馬城設立大清國駐巴拿馬共和國總領事館，並派駐總領事。
1912年2月12日，中華民國繼承清朝與巴拿馬的外交關係，改設立中華民國駐巴拿馬共和國總領事館，由原清廷駐巴拿馬總領事欧阳庚繼續擔任總領事，1913年因抵制巴拿馬排華法案，其領事狀被巴拿馬撤銷後驱逐出境:118。1913年11月，北洋政府派駐新總領事。
1921年12月，中華民國派駐巴拿馬公使。1922年1月20日，總領事館升格為中華民國駐巴拿馬共和國公使館。1954年5月1日，升格為大使館，並派駐大使；1972年10月16日，在巴拿馬第二大城設立中華民國駐箇朗領事館，1989年6月19日，升格為總領事館，後於2009年7月關閉。
1946年，巴拿馬派駐公使，並於首都南京設立巴拿馬共和國駐中華民國公使館。1949年，中華民國政府遷台後，公使館亦遷至首都臺北。1954年5月1日，两国升格为大使级外交关系，7月9日，公使館升格為大使館，並派駐大使（至1967年由駐香港總領事兼任）；1978年10月，增設巴拿馬共和國駐台北總領事館，由該國大使兼任總領事。
美國在1989年12月對巴拿馬發動入侵行動並逮捕最高領導人諾瑞嘉後，中華民國政府在1990年1月5日宣布承認巴拿馬新政府。
1996年，中華人民共和國駐巴拿馬貿易辦事處成立後，其派駐代表數次表達希望巴拿馬與台灣斷交。
2012年1月12日，新任駐巴拿馬大使周麟到任後，遭到總統馬丁內利4度拒絕接受到任国书。因馬丁內利先前指控中華民國外交部長楊進添在危地马拉會晤馬丁內利的政敵，即巴拿馬副總統、反對黨領導人瓦雷拉，被視為干涉內政，數度表態要台灣「外交解決」。楊進添為此約見駐中華民國大使裴瑞斯（José Antonio Pérez Iranzo），嚴正表達對周麟無法呈遞到任國書的遺憾與關切。7月24日，周麟始向馬丁內利呈遞到任國書。

#### 支持中華民國參與國際組織

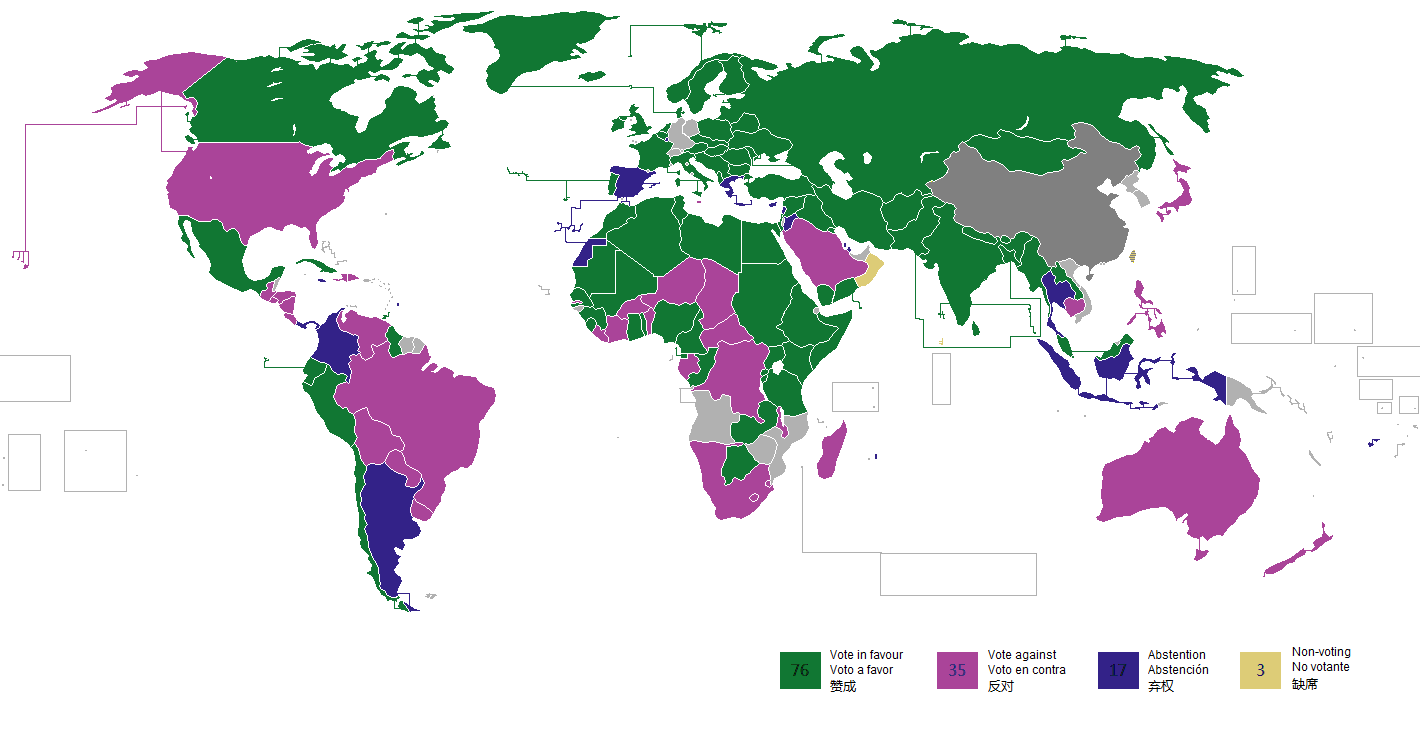
藍色國家表示在1971年的投票中對於中華民國續留聯合國一案棄權，即《聯合國大會2758號決議》，其中包括巴拿馬。

1993年10月，巴拿馬在聯合國大會的總辯論中，為中華民國參與聯合國議題執言；1995年7月，巴拿馬與其他19個中華民國的邦交國連署提案，要求第50屆聯合國大會設立研究委員會將「根據會籍普遍原則並按照分裂國家在聯合國已建立的平行代表權模式，審議在台灣的中華民國在國際體系中的特殊情況」案列入議程。其後在大會的總辯論，以及聯合國成立50週年特別紀念會議中發言支持；1998年7月，巴拿馬與其他14個中華民國的邦交國連署提案，要求聯合國大會將「基於國際情勢之變遷以及中國分治之事實，應重新檢討聯大第二七五八（貳拾陸）號決議」案列入議程；2001年8月，巴拿馬與其他15個中華民國的邦交國提案，要求聯合國大會將「有必要審視在台灣之中華民國所處特殊國際處境，俾確保其兩千三百萬人民參與聯合國工作和活動之基本權利獲得充分尊重」案列入議程。11月，在大會的總辯論中發言支持；2002年8月、2003年8月，巴拿馬致函聯合國秘書長安南，支持中華民國的邦交國連署提案，要求聯合國大會將「中華民國（台灣）在聯合國的代表權問題」案列入議程；2008年9月，巴拿馬總統在大會的總辯論中，發言表示樂見台海兩岸關係趨於緩和，鼓勵兩岸繼續進行對話；2010年9月，巴拿馬總統在大會的總辯論中，發言呼籲聯合國基於全人類福祉的考量，尋求適當方式接納台灣參與聯合國體系，尤其是國際民用航空組織（ICAO）與《聯合國氣候變遷綱要公約》（UNFCCC）；2011年9月，巴拿馬在聯合國大會預防及控制非傳染性疾病高階全會及總辯論中，發言肯定中華民國推動有意義參與聯合國體系的訴求；2012年9月，巴拿馬總統再度於大會的總辯論中執言。
2001年5月，巴拿馬與其他6個中華民國的邦交國向世界衛生大會（WHA）提案，「邀請中華民國（台灣）以觀察員身分參與世界衛生大會」；2002年5月，巴拿馬發言支持台灣以觀察員身分參與世界衛生大會。
2010年10月，巴拿馬與其他13個中華民國的邦交國向國際民用航空組織以致函或發送書面聲明的方式，支持中華民國以觀察員身分有意義參與。
2010年12月、2011年12月，巴拿馬在《聯合國氣候變遷綱要公約》締約方大會高階會議中，發言支持中華民國有意義參與。

### 斷交
2017年6月12日（巴拿馬時間），《巴拿馬星報》報導，巴拿馬將與中華人民共和國建交。同日晚間8時，巴拿馬總統瓦雷拉透過國家電視台宣布，巴拿馬將與中華人民共和國建交，並依「一個中國」原則終止與「臺灣 (Taiwán) 」之間的關係。13日上午10時（台灣時間），即瓦雷拉宣佈的一小時後，中華民國外交部部長李大維宣佈終止與巴拿馬的外交關係。15日，駐巴拿馬大使館舉行降旗儀式。7月14日，巴拿馬駐華臨時代办返國。
斷交後，巴拿馬外交部次長路易斯·因卡皮耶（Luis Miguel Hincapie）提出巴拿馬和台灣能互相設立商務辦事處，維繫雙邊貿易關係。中華民國外交部拉美司長周麟則表示，巴拿馬多年來一直強調，推行外交是獨立自主的外交，「當巴拿馬哪天推動獨立自主外交，就是我們跟巴拿馬重新建立實質關係的時候！」
2018年9月7日，美國國務院發言人發布聲明，國務院已召回駐巴拿馬臨時代辦，商討該國與台灣斷交的決定。
2019年11月，《巴拿馬美洲報》報導巴拿馬前總統瓦雷拉與該國海事管理局主任巴拉卡（Jorge Barakat）對話內容提到瓦雷拉曾收受來自北京方面1億4,300萬美元（約新台幣43億6,400萬元）的「援助款項」與台灣斷交。

### 人員互訪（1985年至今）

#### 巴拿馬
| 職稱         | 姓名 | 日期                                                                             | 備註                                                    |
| ------------ | --- | -------------------------------------------------------------------------------- | ------------------------------------------------------- |
| 總統         | 恩達拉 莫絲柯索 馬丁內利 | 1990年5月、1992年10月 2000年7月、2003年8月、2004年5月 2010年10月                 | [ 44 ] [ 45 ] [ 46 ] [ 47 ] [ 48 ] [ 49 ]               |
| 總統夫人     | 博伊德 羅蕾娜 | 1996年5月 2014年10月、2016年5月                                                  | [ 50 ] [ 51 ] [ 52 ]                                    |
| 第一副總統   | 瓦亞雷諾 | 2004年2月、2004年8月                                                             | [ 53 ] [ 48 ]                                           |
| 第二副總統   | 福特 魏希 巴山 阿羅賽梅納 | 1990年10月 1999年2月 2000年、2003年9月 2008年5月                                 | [ 54 ] [ 55 ] [ 56 ] [ 57 ] [ 58 ]                      |
| 副總統       | 瓦雷拉 | 2010年7月、2010年10月                                                            | 兼任外交部長                                            |
| 國會議長     | 狄阿士（Ovidio Díaz V.） 艾雷亞諾（Carlos Arellano Lennox） 費南德斯（Alonso Fernández Guardia） 薩拉克（Lucas Ramón Zarak Linares） 加里多（Enrique A. Garrido Arosemena） 阿羅賽梅納 阿瓦拉多（Carlos R. Alvarado A.） 華萊拉（José Luis Varela Rodríguez） | 1987年8月 1990年7月 1991年2月 1993年4月 2000年8月 2002年8月 2003年2月 2009年12月 | [ 60 ] [ 61 ] [ 62 ] [ 63 ] [ 64 ] [ 65 ] [ 66 ] [ 67 ] |
| 最高法院院長 | 阿努佛（Adan Arnulfo Arjona） 迪森 亞優（José Ayú Prado Canals） | 2002年 2006年8月 2016年6月                                                       | [ 68 ] [ 69 ] [ 70 ]                                    |

僅列舉部分名單：
副總統夫人羅蕾娜、外交部長里特（Jorge Eduardo Ritter）、荷西·阿雷曼、外交部次長慕里諾（José Raúl Mulino）、費雷、阿里亞斯（Harmonio Arias）、阿雷曼（Álvaro Antonio Alemán Healy）、殷卡比耶（Luis Miguel Hincapié）、總統府部長楊伊芃、雷阿爾（Ubaldino Leal）、內政部長范瑞賈（Jorge Ricardo Fábrega）、恩利格斯（Milton Henríquez）、觀光部長夏馬（Salomón Shamah）、衛生部長德廉德斯（Javier Terrientes）、住宅部長商契士（Francisco Sanchez Cardenas）、公共工程部長阿里亞斯（Alfredo Arias）、勞工發展部長杜恩斯（Mitchell Doens）、瓦亞里諾（Joaquin Vallarino）、經濟暨財政部長胡立歐、商業暨工業部長阿朗戈（Raul Arango Caseazoro）、哈哥梅（Joaquin Jacome Diaz）、恩里格斯（Roberto Henriquez）、季哈諾（Ricardo Quijano）、婦女暨青年部長德蘿雅（Alba de Rolla）、農業暨家畜發展部長歐梭里優（Oscar Osorio）、教育部次長史達夫（Carlos Staff）、公共安全部次長莫雷諾（Manuel Moreno）、審計長威登（Alvin Weeden Gamboa）、陶樂絲（Ginoconda Torrez）、海事局長莫雷諾（Carlos Raul Moreno）、巴拉卡特（Jorge Barakat Pitty）、職訓局長布拉內斯（Juan Planells）、國家政府創新署長哈恩（Eduardo Enrique Jaén Limnio）、巴拿馬運河管理局長巴雷達（Nicolás Ardito Barletta）、阿爾貝托·阿雷曼、巴拿馬城市長柯瑞亞、納瓦洛、瓦亞里諾、布蘭敦、國會第一副議長魯畢歐（Jorge Hernán Rubio）、柯恩（Manuel Cohen Salerno）、國會第二副議長阿富、葛斯提佑羅（Mateo Castillero）、國會外交委員會主席阿雷曼（Francisco Alemán）、薩雷諾（Noriel Salerno）、貝爾娜（Dalia Bernal）、卡絲妲蓮達（Dana Castañeda Guardia）、檢察總長索薩（José Antonio Sossa Rodríguez）、亞優（José Eduardo Ayú Prado）、選舉法院主席巴德斯（Eduardo Valdés Escoffery）、畢尼亞（Erasmo Pinilla）、常駐聯合國代表馬佑加（Cesar Pereira Burgos）、常駐美洲國家組織代表卡斯杜洛維奇（Juan Manuel Castulovich）、常駐歐洲聯盟代表蓋瑞多（Pablo Garrido）。

#### 中華民國
| 職稱       | 姓名                        | 日期                                                          | 備註                                     |
| ---------- | --------------------------- | ------------------------------------------------------------- | ---------------------------------------- |
| 總統       | 李登輝 陳水扁 馬英九 蔡英文 | 1997年9月 2001年5月、2004年8月 2009年6月、2014年7月 2016年6月 | [ 94 ] [ 95 ] [ 48 ] [ 96 ] [ 97 ] [ 6 ] |
| 副總統     | 李登輝 李元簇 呂秀蓮 蕭萬長 | 1985年9月 1995年12月 2002年、2007年7月 2011年5月              | [ 98 ] [ 99 ] [ 68 ] [ 93 ] [ 100 ]      |
| 行政院院長 | 蕭萬長 游錫堃               | 1999年9月 2002年8月                                           | [ 101 ] [ 68 ]                           |
| 立法院院長 | 王金平                      | 1999年12月                                                    | [ 102 ]                                  |
| 司法院院長 | 翁岳生 賴英照               | 2007年1月 2009年2月                                           | [ 103 ] [ 104 ]                          |

僅列舉部分名單：
前副總統呂秀蓮、國家安全會議秘書長莊銘耀、蘇起、外交部長錢復、章孝嚴、胡志強、田弘茂、簡又新、黃志芳、歐鴻鍊、楊進添、外交部政務次長程建人、外交部常務次長歐鴻鍊、侯清山、經濟部長林信義、交通部長劉兆玄、毛治國、內政部政務次長張溫鷹、新聞局長蘇振平、蘇俊賓、僑務委員會委員長張富美、吳英毅、陳士魁、勞工委員會主任委員陳菊、農業委員會主任委員陳希煌、經濟建設委員會主任委員陳博志、國家科學委員會主任委員魏哲和、台北市長郝龍斌、國立政治大學校長吳思華、淡江大學校長張家宜。

## 經濟

### 貿易
自1984年起，中華民國每年均委託中華民國對外貿易發展協會（外貿協會）組團參加巴拿馬國際商展（Expocomer）。後有鑑於2019冠状病毒病疫情，2020—2022年均暫停參加，2023年始恢復。
2003年8月21日，簽署《中華民國與巴拿馬共和國自由貿易協定》，自2004年1月1日生效，至2013年已完成所有关税調降時程，即使2017年兩國斷交後仍持續有效。目前巴拿馬97%輸往臺灣產品，以及臺灣95%輸往巴拿馬產品皆降為零關稅。兩國間的貿易結構，出口至巴拿馬多為工業製品，自巴拿馬進口則以農牧產品與金屬廢料為主，而巴拿馬一般關稅不高，且與各國廣泛簽署自由貿易協定（FTA），其市場開放程度日益提高，致使出口至巴拿馬產品實際所享有的關稅優勢有限，每年的貿易順差（盈餘）亦逐年縮小。
| 年分 | 貿易總額    | 貿易總額 | 貿易總額 | 出口至巴拿馬 | 出口至巴拿馬 | 出口至巴拿馬 | 自巴拿馬進口 | 自巴拿馬進口 | 自巴拿馬進口 | 順逆差  |
| 年分 | 金額        | 年增減   | 排名     | 金額         | 年增減       | 排名         | 金額         | 年增減       | 排名         | 順逆差  |
| ---- | ----------- | -------- | -------- | ------------ | ------------ | ------------ | ------------ | ------------ | ------------ | ------- |
| 2017 | 160,806,149 | ▲0.1%    | 74       | 127,303,053  | ▼4.3%        | 62           | 33,503,096   | ▲21.6%       | 88           | 順差▼   |
| 2018 | 152,503,458 | ▼5.2%    | 79       | 111,715,698  | ▼12.2%       | 71           | 40,787,760   | ▲21.7%       | 84           | 順差▼   |
| 2019 | 142,168,467 | ▼6.8%    | 78       | 106,300,013  | ▼4.8%        | 67           | 35,868,454   | ▼12.1%       | 86           | 順差▼   |
| 2020 | 106,130,011 | ▼25.3%   | 85       | 79,543,426   | ▼25.2%       | 70           | 26,586,585   | ▼25.9%       | 95           | 順差▼   |
| 2021 | 142,415,010 | ▲34.2%   | 87       | 92,646,351   | ▲16.5%       | 71           | 49,768,659   | ▲87.2%       | 90           | 順差▼   |
| 2022 | 190,907,320 | ▲34.1%   | 80       | 114,346,409  | ▲23.4%       | 70           | 76,560,911   | ▲53.8%       | 80           | 順差▼   |
| 2023 | 188,559,046 | ▼1.2%    | 77       | 104,104,807  | ▼9.0%        | 71           | 84,454,239   | ▲10.3%       | 74           | 順差▼   |
| 2024 | 190,713,670 | ▲1.1%    | 72       | 94,381,692   | ▼9.3%        | 69           | 96,331,978   | ▲14.1%       | 70           | 逆差 -- |

2023年的兩國貿易項目如下：
出口至巴拿馬的前10大項目為：空氣泵或真空泵、空氣或其他氣體压缩机與风扇；非動力之兩輪與其他腳踏車；機動車輛所用之零件與附件；機器腳踏車與腳踏車裝有輔助動力者、邊車；合成纖維絲紗梭织物；苯乙烯之聚合物；絕緣電線、電纜與其他絕緣電導體；其他塑料製品與特定材料制成品；粉條或北非粉條；監視器與投影機、電視接收器具等。
自巴拿馬進口的前10大項目為：甲殼類動物；鐵屬廢料、重熔用廢鋼鐵鑄錠；咖啡、咖啡荳殼與荳皮、含咖啡成分之代替品；铝廢料與碎屑；食物調製品；生鮮、冷藏或冷凍食用雜碎；冷凍牛肉；動物腸、膀胱與胃；新舊破布、廢繩索與製品；冷凍魚等。

### 投資
根據中華民國經濟部投資審議司統計，截至2023年，臺商對巴拿馬的總投資金額為19億7,090萬美元，計有86件。另根據巴拿馬審計部統計，截至2022年的總投資金額為23億5,655萬美元，佔外資排名第7，在亞洲經濟體排名第1。主要投資業別有運輸及倉儲業、製造業、金融及保險業、批發及零售業等。臺商個別投資規模以長榮集團最大，約佔總投資額45%，旗下的長榮海運與臺灣陽明海運在巴拿馬設立區域營運總部，長榮海運並自建Colon Container Terminal貨櫃碼頭港，是巴拿馬5個最主要貨櫃港口之一。兆豐國際商業銀行在巴拿馬城設有分行，從事漁撈業的今隆達海洋亦頗具規模，另有約20家中小型臺商在箇朗自由貿易區內經營貿易業務，銷售汽車零配件、成衣、鞋類、鐘錶、眼鏡、化妝品、腳踏車、五金、禮品、雜貨等為主，由於競爭激烈，採薄利多銷方式經營，主要行銷至哥伦比亚、委內瑞拉、厄瓜多尔、中美洲及加勒比海地區。少量製造業例如塑膠射出成型產品及紙箱盒加工集中於大衛堡加工出口區，其餘則從事餐飲、零售及汽車維修等。
根據中華民國經濟部投資審議司統計，截至2023年，巴拿馬在臺灣的總投資金額為9億5,278萬美元，計有80件。

### 組織
目前已成立巴拿馬臺灣商會、巴拿馬臺僑協會。

### 合作
中華民國曾在巴拿馬派駐農業技術團，合作項目有園藝、蔬菜種子繁殖及栽培、海水蝦繁養殖及核心示範農戶等計畫；另根據《中巴漁業技術合作協定》，在巴拿馬派駐漁業技術團，從事漁撈示範、漁民訓練、漁場調查等工作。

## 僑民
華僑前往巴拿馬始於1850年代（清朝道光－咸豐年間）。截至2016年，旅巴華僑約30萬人，其中99%為廣東籍；臺僑則約300人。
中巴文化中心與所屬中山學校於1980年籌建，至1992年竣工。2002年5月，成立全僑民主和平聯盟巴拿馬支盟。

## 協定
| 日期                                                                     | 簽署                                                                                          | 備註             |
| ------------------------------------------------------------------------ | --------------------------------------------------------------------------------------------- | ---------------- |
| 1960年2月26日                                                            | 《中華民國與巴拿馬共和國間文化專約》                                                          | 以下簡稱中巴     |
| 1964年10月26日                                                           | 《中巴貿易協定》                                                                              | [ 註 4 ]         |
| 1969年11月12日                                                           | 《中巴技術合作協定》                                                                          | [ 註 5 ]         |
| 1973年10月8日                                                            | 《中巴漁業技術合作協定》                                                                      | [ 註 6 ]         |
| 1986年5月3日                                                             | 《中華民國郵政總局與巴拿馬共和國郵政總局間國際快捷郵件服務備忘錄》                            |                  |
| 1987年11月12日                                                           | 《中巴農業技術合作協定延期換文》                                                              |                  |
| 1991年3月23日                                                            | 《中華民國政府與巴拿馬共和國政府間關於在巴國設置加工出口區備忘錄》                            |                  |
| 1992年3月26日                                                            | 《中巴投資待遇及保護協定》                                                                    |                  |
| 1994年8月30日                                                            | 《中巴空中運輸協定》                                                                          |                  |
| 1997年9月8日                                                             | 《中巴觀光合作協定》 《中巴自由貿易協定瞭解備忘錄》                                           |                  |
| 1999年6月23日                                                            | 《中巴新聞合作協定》                                                                          |                  |
| 1999年10月28日                                                           | 《中巴派遣國際合作發展基金會志工協定》                                                        |                  |
| 2003年8月21日                                                            | 《中巴自由貿易協定》                                                                          | [ 註 7 ] [ 121 ] |
| 2003年8月22日                                                            | 《中巴有關外貿範疇之經濟貿易技術合作協定》                                                    |                  |
| 2003年10月8日                                                            | 《中華民國監察院及巴拿馬共和國護民官署雙邊監察機構暨技術合作協定》                            |                  |
| 2003年11月25日                                                           | 《中華民國審計部與巴拿馬共和國審計部合作協定》                                                |                  |
| 2009年5月28日                                                            | 《中巴有關傳染疾病資訊交換合作瞭解備忘錄》                                                    | [ 註 8 ]         |
| 2011年5月6日                                                             | 《修正中巴自由貿易協定附件3.04中華民國關稅調降表之6「配額之管理」》                           |                  |
| 2011年5月16日                                                            | 《中巴互免外交、公務、領事及特別護照簽證協定》                                                |                  |
| 2012年                                                                   | 《國立政治大學與國立巴拿馬大學學術交流合作協定》 《淡江大學與國立巴拿馬大學學術交流合作協定》 | [ 89 ]           |
| 2013年12月4日                                                            | 《中巴有關競爭法適用協定》                                                                    | [ 註 9 ]         |
| 2014年                                                                   | 《中巴間2014-2019年雙邊合作瞭解備忘錄》                                                       | [ 註 10 ]        |
| 2015年11月25日                                                           | 《中巴關於洗錢及資助恐怖主義情資交換合作協定》                                                |                  |
| 2016年6月27日                                                            | 《中巴有關移民事務與防制人口販運合作協定》                                                    |                  |
| 中華民國亦加入由1977年9月7日簽署的《巴拿馬運河永久中立及營運條約議定書》 | 中華民國亦加入由1977年9月7日簽署的《巴拿馬運河永久中立及營運條約議定書》                      | [ 4 ]            |

## 簽證

持中華民國護照的中華民國國民簽證要求分布圖：入境巴拿馬可以免簽證。

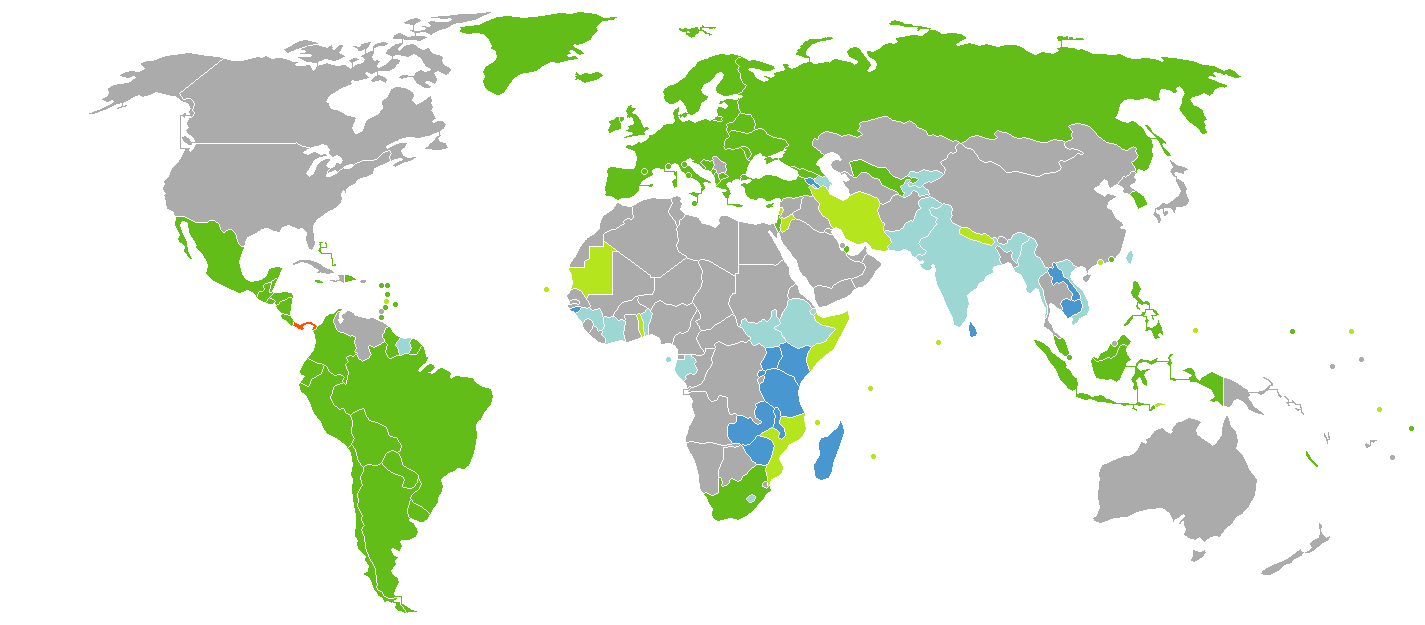
持巴拿馬護照的巴拿馬國民簽證要求分布圖：入境中華民國可以電子簽證。

持有中華民國護照的中華民國國民可以免簽證的方式入境巴拿馬，停留最多30天，期滿前可至巴拿馬移民局申請延簽2次，總停留期限90天。
持有巴拿馬護照的巴拿馬國民則可以電子簽證入境中華民國，停留最多30天並不得延期，免簽證費。

## 交通

### 航空

#### 客運
兩國無直航班機，可經由（不計航點遠近，截至2023年7月4日）：
- 台北→伊斯坦堡、巴黎、阿姆斯特丹、紐約、洛杉磯、芝加哥、休士頓、舊金山、多倫多，再轉機前往巴拿馬的國際機場（英语：List of airports in Panama）。

### 駕車
持有中華民國國際駕駛執照可在巴拿馬駕車6個月。

## 外部連結
- 中華民國外交部－巴拿馬共和國簡介 （页面存档备份，存于）
- 駐哥倫比亞臺北商務辦事處
- 中華民國駐瓜地馬拉共和國大使館
- 外交部領事事務局－國外旅遊警示分級表
- 中華民國衛生福利部－國際旅遊疫情建議等級
- 中華民國國際經濟合作協會 （页面存档备份，存于）